# Logba (peuple)
Ne doit pas être confondu avec Lokpa (peuple).
Pour les articles homonymes, voir Logba.
Les Logba sont une population d'Afrique de l'Ouest vivant au Ghana.

## Ethnonymie
Selon les sources, on observe peu de variantes : Logbas.

## Langue
Leur langue est le logba (ou ikpana), une langue kwa dont le nombre de locuteurs était estimé à 7 500 au Ghana en 2003. Elle est différente du lokpa du Bénin et du Togo.